# Fujifilm
Fujifilm Holdings Corporation, (富士フイルム株式会社, Fujifuirumu Kabushiki-kaisha) (富士フイルム株式会社 , Fujifuirumu Kabushiki-kaisha?), més conegut com a Fujifilm o, simplement, Fuji, estilitzada com FUJiFILM, és una companyia multinacional japonesa de la fotografia i la imatge  amb seu a Tòquio.
Les principals activitats de Fujifilm són el desenvolupament, la producció, la venda i manteniment de solucions de documents empresarials, imatge mèdica i equips de diagnòstic, cosmètics, pel·lícules òptiques per a pantalles planes, dispositius òptics, fotocopiadores i impressores, càmeres digitals, pel·lícules en color, paper en color, equips fotofinants, productes químics fotofinants, equips i materials d'arts gràfiques.

## Història

### Segle 20

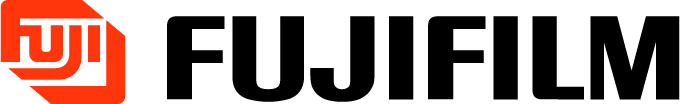
Antic logotip Fujifilm

Fuji Photo Film Co., Ltd. es va fundar el 1934 amb l'objectiu de ser el primer productor japonès de pel·lícules fotogràfiques. Durant els deu anys següents, la companyia va produir pel·lícules fotogràfiques, pel·lícules de pel·lícules i pel·lícules de raigs X. A la dècada de 1940, Fuji Photo va entrar als mercats d'ulleres òptiques, lents i equips. Després de la Segona Guerra Mundial, Fuji Photo va diversificar, penetrant els camps mèdics (diagnòstic de raigs X), impressió, imatge electrònica i materials magnètics. El 1962, Fuji Photo i la Xerox Limited (ara Xerox Limited), amb seu a la U.K., van llançar Fuji Xerox Co., Ltd. a través d'una empresa conjunta.
Des de mitjans dels anys cinquanta, Fuji Photo va accelerar l'establiment de bases de vendes a l'estranger. A la dècada de 1980, Fuji Photo va ampliar la seva producció i altres bases a l'estranger, incrementant el ritme de la seva globalització empresarial. Mentrestant, Fuji Photo va desenvolupar tecnologies digitals per als seus negocis fotogràfics, mèdics i d'impressió.
Igual que el seu rival Eastman Kodak, que va dominar als Estats Units, Fuji Photo va gaudir d'un monopoli prop de la pel·lícula al Japó durant molt de temps. En convertir-se en un dels patrocinadors del títol dels Jocs Olímpics de Los Angeles de 1984 (una oportunitat que va passar Kodak), oferint una pel·lícula de càmera més barata, i establint una fàbrica de pel·lícules als Estats Units, Fuji va guanyar una important quota de mercat allí, mentre que Kodak va tenir poc èxit en penetrar Japó. El maig de 1995, Kodak va presentar una petició amb el Departament de Comerç dels Estats Units a l'empara de l'article 301 de la Llei de comerç, argumentant que el seu pobre acompliment en el mercat japonès va ser resultat directe de pràctiques injustes adoptades per Fuji. La reclamació va ser presentada pels EUA amb l'Organització Mundial del Comerç. El 30 de gener de 1998, l'OMC va anunciar un "gran rebuig a les queixes de Kodak" sobre el mercat del cinema al Japó.

### Segle 21
El nou mil·lenni van ser testimonis de la ràpida difusió de la tecnologia digital a les càmeres. La demanda per a pel·lícules fotogràfiques sumen en línia amb la creixent popularitat de les càmeres digitals. En resposta, Fuji Photo gestió implanta reformes destinades a efectuar la dràstica transformació de les seves estructures empresarials. Fins i tot tan aviat com la dècada de 1980, l'empresa havia previst el canvi de cinema digital, de manera que "es va desenvolupar tres premisses: es premia tants diners de la pel·lícula de negoci com sigui possible, per preparar el canvi a digital i a desenvolupar noves línies de negoci. " Mentrestant els fabricants de pel·lícules reconeguen aquesta canvi fonamental, Fuji Photo s'adapta a aquest canvi molt més èxit que Eastman Kodak (que s'ha acollit al dret concursal el gener de 2012). Fuji Photo diversificació esforços també va succeir mentre Kodak havia fracassat; A més, Kodak va construir una gran però poc rendible càmera digital de negoci que es va desfer ràpidament per telèfon intel·ligent càmeres.
El 19 de setembre de 2006, Fujifilm va anunciar plans per establir una societat de cartera, Fujifilm Holdings Corp. Fujifilm i Fuji Xerox es convertirien en filials del holding. Un representant de l'empresa va tornar a confirmar el seu compromís amb la pel·lícula, que representa el 3% de les vendes.

## Filials
Fuji Xerox és una empresa conjunta entre Fujifilm i Xerox Corporation of North America. Fujifilm va comprar Sericol Ltd., una companyia de tinta d'impressió basada en el Regne Unit que es va especialitzar en tecnologies d'impressió, pantalla estreta i tecnologia d'impressió digital el març de 2005.
Fujifilm de Mèxic és una filial de Fujifilm a Mèxic que comercialitza productes de Fujifilm des de 1934 i ha estat reconeguda com una de les millors empreses mexicanes de 2012 a 2015, un reconeixement promogut per Banamex, Deloitte México i Tecnológico de Monterrey.

## Empresa interrelació
- Fujifilm Participacions
  - Fujifilm
    - Fujifilm Sistemes D'Imatge
    - Fujifilm Mèdica
    - Fujifilm Pharma
    - Fujifilm RI Pharma
    - Fujifilm Foto De Fabricació
    - Fujifilm Química Fina
    - Fujifilm Electrònica De Materials
    - Fujifilm Enginyeria
    - Fujifilm Òptica
    - Fujifilm Opto Materials
    - Fujifilm Global Sistemes Gràfics
    - Fujifilm Sistemes Informàtics
    - Fujifilm Programari
    - Fujifilm Techno Serveis
    - Fujifilm Techno Productes
    - Fujifilm Empresa De Subministrament
    - Fujifilm Premsa Digital
    - Fujifilm Mitjans De Comunicació De La Cresta
    - Fujifilm Sonosite, Inc.
    - Fujifilm De Shizuoka
    - Fujifilm Kyushu
    - Fujifilm Logística

  - Fuji Xerox
    - Fuji Xerox Sistemes D'Impressió De Venda
    - Fuji Xerox Sistemes D'Informació
    - Fuji Xerox Servei Del Sistema
    - Fuji Xerox Interfield
    - Fuji Xerox Tecnologies Avançades
    - Fuji Xerox Fabricació
    - Fuji Xerox Servei Creativa
    - Fuji Xerox Servei Enllaç
    - Fuji Xerox Aprenentatge Institut

  - Toyama Química
    - Taisho Toyama Farmacèutica

  - Fujifilm Negoci Expert
  - Fuji Fotografia En Color Center